# Copa Panamericana de Voleibol Masculino de 2019
La XIV Copa Panamericana de Voleibol Masculino fue celebrada del 16 al 21 de junio de 2019 en Colima (México), con la participación de 9 selecciones nacionales de la NORCECA y 3 de la Confederación Sudamericana de Voleibol.
El torneo fue organizado por la Federación Mexicana de Voleibol bajo la supervisión de la Unión Panamericana de Voleibol (UPV).

## Organización

### País anfitrión y ciudad sede
| Colima                   | Colima Colima, sede de la Copa Panamericana de Voleibol Masculino 2019. |
| ------------------------ | ----------------------------------------------------------------------- |
| Auditorio Multifuncional | Colima Colima, sede de la Copa Panamericana de Voleibol Masculino 2019. |
| Capacidad: Desconocido   | Colima Colima, sede de la Copa Panamericana de Voleibol Masculino 2019. |
|                          | Colima Colima, sede de la Copa Panamericana de Voleibol Masculino 2019. |

La XIV Copa Panamericana de Voleibol Masculino de 2019 se llevará a cabo en la ciudad de
Colima, México. El evento se realizará del 16 al 21 de junio de 2019.

#### Recinto
Todos los partidos se llevaron a cabo en el Auditorio Multifuncional.

### Formato de competición
El torneo se desarrolla dividido en dos fases: fase preliminar y fase final.
En la fase preliminar las 12 selecciones participantes fueron repartidas en tres grupos de 4 equipos, en cada grupo se jugó con un sistema de todos contra todos y los equipos fueron clasificados de acuerdo a los siguientes criterios:
1. Mayor número de partidos ganados.
2. Mayor número de puntos obtenidos, los cuales son otorgados de la siguiente manera:
  - Partido con resultado final 3-0: 5 puntos al ganador y 0 puntos al perdedor.
  - Partido con resultado final 3-1: 4 puntos al ganador y 1 puntos al perdedor.
  - Partido con resultado final 3-2: 3 puntos al ganador y 2 puntos al perdedor.
3. Proporción entre los puntos ganados y los puntos perdidos (Puntos ratio).
4. Proporción entre los sets ganados y los sets perdidos (Sets ratio).
5. Si el empate persiste entre dos equipos se le da prioridad al equipo que haya ganado el último partido entre los equipos implicados.
6. Si el empate persiste entre tres equipos o más se realiza una nueva clasificación solo tomando en cuenta los partidos entre los equipos involucrados.

## Equipos participantes
NORCECA (Confederación del Norte, Centroamérica y del Caribe):
- Canadá
- Cuba
- Estados Unidos
- Guatemala
- México (Local)
- Puerto Rico
- República Dominicana
- Surinam
- Trinidad y Tobago

CSV (Confederación Sudamericana de Voleibol):
- Argentina
- Chile
- Perú

### Conformación de los grupos
Para la conformación de los grupos las doce selecciones participantes fueron distribuidas en tres grupos de cuatro equipos.
Los grupos quedaron conformados de la siguiente manera.
| Grupo A   | Grupo B           | Grupo C              |
| --------- | ----------------- | -------------------- |
| Argentina | México            | Chile                |
| Canadá    | Perú              | Estados Unidos       |
| Cuba      | Puerto Rico       | Guatemala            |
| Surinam   | Trinidad y Tobago | República Dominicana |

## Calendario
| Fase            | Jornada   | Fecha               |
| --------------- | --------- | ------------------- |
| Fase preliminar | Jornada 1 | 16 de junio de 2019 |
| Fase preliminar | Jornada 2 | 17 de junio de 2019 |
| Fase preliminar | Jornada 3 | 18 de junio de 2019 |
| Fase final      | Jornada 4 | 19 de junio de 2019 |
| Fase final      | Jornada 5 | 20 de junio de 2019 |
| Fase final      | Jornada 6 | 21 de junio de 2019 |

## Resultados
- Las horas indicadas corresponden al huso horario local de Colima: UTC-5.

### Fase preliminar
- Sede: Colima.

     – Clasificados a las semifinales. 
     – Clasificados a los cuartos de final.
     – Pasan a disputar la clasificación del 7.° al 10 lugar.
     – Pasan a disputar el partido por el 11.° y 12.° lugar.

#### Grupo A
| Pos. | Equipo    | Partidos | Partidos | Partidos | Pts. | Sets | Sets | Sets  | Puntos | Puntos | Puntos |
| Pos. | Equipo    | PJ       | PG       | PP       | Pts. | SG   | SP   | Ratio | PG     | PP     | Ratio  |
| ---- | --------- | -------- | -------- | -------- | ---- | ---- | ---- | ----- | ------ | ------ | ------ |
| 1    | Cuba      | 3        | 3        | 0        | 13   | 9    | 2    | 4.500 | 261    | 207    | 1.260  |
| 2    | Argentina | 3        | 2        | 1        | 12   | 8    | 3    | 2.666 | 263    | 212    | 1.240  |
| 3    | Canadá    | 3        | 1        | 2        | 5    | 3    | 6    | 0.500 | 193    | 199    | 0.969  |
| 4    | Surinam   | 3        | 0        | 3        | 0    | 0    | 9    | 0.000 | 126    | 225    | 0.560  |

| Fecha       | Hora  | Equipo 1  | Res.  | Equipo 2  | Set 1 | Set 2 | Set 3 | Set 4 | Set 5 | Total     | Reporte |
| ----------- | ----- | --------- | ----- | --------- | ----- | ----- | ----- | ----- | ----- | --------- | ------- |
| 16 de junio | 13:00 | Canadá    | 3 – 0 | Surinam   | 25-14 | 25-19 | 25-16 |       |       | 75 – 49   | P2 P3   |
| 16 de junio | 18:00 | Argentina | 2 – 3 | Cuba      | 30-32 | 20-25 | 25-22 | 25-17 | 13-15 | 113 – 111 | P2 P3   |
| 17 de junio | 13:00 | Surinam   | 0 – 3 | Argentina | 10-25 | 19-25 | 12-25 |       |       | 41 – 75   | P2 P3   |
| 17 de junio | 18:00 | Cuba      | 3 – 0 | Canadá    | 25-19 | 25-20 | 25-19 |       |       | 75 – 58   | P2 P3   |
| 18 de junio | 9:00  | Surinam   | 0 – 3 | Cuba      | 11-25 | 15-25 | 10-25 |       |       | 36 – 75   | P2 P3   |
| 18 de junio | 18:00 | Canadá    | 0 – 3 | Argentina | 17-25 | 22-25 | 21-25 |       |       | 60 – 75   | P2 P3   |

#### Grupo B
| Pos. | Equipo            | Partidos | Partidos | Partidos | Pts. | Sets | Sets | Sets  | Puntos | Puntos | Puntos |
| Pos. | Equipo            | PJ       | PG       | PP       | Pts. | SG   | SP   | Ratio | PG     | PP     | Ratio  |
| ---- | ----------------- | -------- | -------- | -------- | ---- | ---- | ---- | ----- | ------ | ------ | ------ |
| 1    | México            | 3        | 3        | 0        | 14   | 9    | 1    | 9.000 | 249    | 213    | 1.169  |
| 2    | Puerto Rico       | 3        | 2        | 1        | 7    | 6    | 6    | 1.000 | 280    | 259    | 1.081  |
| 3    | Perú              | 3        | 1        | 2        | 8    | 6    | 6    | 1.000 | 275    | 275    | 1.000  |
| 4    | Trinidad y Tobago | 3        | 0        | 3        | 1    | 1    | 9    | 0.111 | 191    | 248    | 0.770  |

| Fecha       | Hora  | Equipo 1          | Res.  | Equipo 2          | Set 1 | Set 2 | Set 3 | Set 4 | Set 5 | Total     | Reporte |
| ----------- | ----- | ----------------- | ----- | ----------------- | ----- | ----- | ----- | ----- | ----- | --------- | ------- |
| 16 de junio | 9:00  | Perú              | 2 – 3 | Puerto Rico       | 25-23 | 26-24 | 28-30 | 19-25 | 14-16 | 112 – 118 | P2 P3   |
| 16 de junio | 20:00 | México            | 3 – 0 | Trinidad y Tobago | 25-19 | 25-20 | 25-22 |       |       | 75 – 61   | P2 P3   |
| 17 de junio | 9:00  | Trinidad y Tobago | 1 – 3 | Puerto Rico       | 25-23 | 14-25 | 18-25 | 15-25 |       | 72 – 98   | P2 P3   |
| 17 de junio | 20:00 | México            | 3 – 1 | Perú              | 25-15 | 28-26 | 21-25 | 25-22 |       | 99 – 88   | P2 P3   |
| 18 de junio | 13:00 | Perú              | 3 – 0 | Trinidad y Tobago | 25-22 | 25-14 | 25-22 |       |       | 75 – 58   | P2 P3   |
| 18 de junio | 20:00 | México            | 3 – 0 | Puerto Rico       | 25-23 | 25-23 | 25-18 |       |       | 75 – 64   | P2 P3   |

#### Grupo C
| Pos. | Equipo               | Partidos | Partidos | Partidos | Pts. | Sets | Sets | Sets  | Puntos | Puntos | Puntos |
| Pos. | Equipo               | PJ       | PG       | PP       | Pts. | SG   | SP   | Ratio | PG     | PP     | Ratio  |
| ---- | -------------------- | -------- | -------- | -------- | ---- | ---- | ---- | ----- | ------ | ------ | ------ |
| 1    | Chile                | 3        | 3        | 0        | 13   | 9    | 2    | 4.500 | 264    | 214    | 1.233  |
| 2    | Estados Unidos       | 3        | 2        | 1        | 11   | 7    | 3    | 2.333 | 238    | 197    | 1.208  |
| 3    | República Dominicana | 3        | 1        | 2        | 4    | 4    | 8    | 0.500 | 263    | 286    | 0.919  |
| 4    | Guatemala            | 3        | 0        | 3        | 2    | 2    | 9    | 0.222 | 202    | 270    | 0.748  |

| Fecha       | Hora  | Equipo 1             | Res.  | Equipo 2             | Set 1 | Set 2 | Set 3 | Set 4 | Set 5 | Total     | Reporte |
| ----------- | ----- | -------------------- | ----- | -------------------- | ----- | ----- | ----- | ----- | ----- | --------- | ------- |
| 16 de junio | 11:00 | Guatemala            | 0 – 3 | Estados Unidos       | 10-25 | 17-25 | 17-25 |       |       | 44 – 75   | P2 P3   |
| 16 de junio | 16:00 | Chile                | 3 – 1 | República Dominicana | 25-18 | 20-25 | 25-20 | 25-21 |       | 95 – 84   | P2 P3   |
| 17 de junio | 11:00 | República Dominicana | 3 – 2 | Guatemala            | 36-38 | 25-21 | 25-19 | 19-25 | 15-13 | 120 – 116 | P2 P3   |
| 17 de junio | 16:00 | Estados Unidos       | 1 – 3 | Chile                | 22-25 | 25-19 | 22-25 | 19-25 |       | 88 – 94   | P2 P3   |
| 18 de junio | 11:00 | Guatemala            | 0 – 3 | Chile                | 14-25 | 17-25 | 11-25 |       |       | 42 – 75   | P2 P3   |
| 18 de junio | 16:00 | República Dominicana | 0 – 3 | Estados Unidos       | 20-25 | 19-25 | 20-25 |       |       | 59 – 75   | P2 P3   |

### Fase final

#### Partido por el 11.º y 12.º puesto
| Fecha       | Hora  | Equipo 1          | Res.  | Equipo 2 | Set 1 | Set 2 | Set 3 | Set 4 | Set 5 | Total   | Reporte |
| ----------- | ----- | ----------------- | ----- | -------- | ----- | ----- | ----- | ----- | ----- | ------- | ------- |
| 19 de junio | 11:00 | Trinidad y Tobago | 3 – 0 | Surinam  | 25-12 | 25-21 | 25-16 |       |       | 75 – 49 | P2 P3   |

#### Clasificación 7.º al 10.º puesto
|  | Semifinales 7.º al 10.º puesto | Semifinales 7.º al 10.º puesto | Semifinales 7.º al 10.º puesto |        |      | Partido 7.º y 8.º puesto  | Partido 7.º y 8.º puesto  | Partido 7.º y 8.º puesto  |  |
|  |                                |                                |                                |        |      |                           |                           |                           |  |
|  |                                |                                |                                |        |      |                           |                           |                           |  |
|  | 3B                             | Perú                           | 3                              |        |      |                           |                           |                           |  |
|  | 3B                             | Perú                           | 3                              |        |      |                           |                           |                           |  |
|  | 4C                             | Guatemala                      | 0                              |        |      |                           |                           |                           |  |
|  | 4C                             | Guatemala                      | 0                              |        | Perú | Perú                      | 2                         |                           |  |
|  |                                |                                |                                |        | Perú | Perú                      | 2                         |                           |  |
|  |                                |                                | Canadá                         | Canadá | 3    |                           |                           |                           |  |
|  | 3C                             | República Dominicana           | Canadá                         | Canadá | 3    | 0                         |                           |                           |  |
|  | 3C                             | República Dominicana           |                                |        |      | 0                         |                           |                           |  |
|  | 3A                             | Canadá                         | 3                              |        |      | Partido 9.º y 10.º puesto | Partido 9.º y 10.º puesto | Partido 9.º y 10.º puesto |  |
|  | 3A                             | Canadá                         | 3                              |        |      | Partido 9.º y 10.º puesto | Partido 9.º y 10.º puesto | Partido 9.º y 10.º puesto |  |
|  |                                |                                |                                |        |      |                           |                           |                           |  |
|  |                                |                                |                                |        |      | Guatemala                 | Guatemala                 | 0                         |  |
|  |                                |                                |                                |        |      | Guatemala                 | Guatemala                 | 0                         |  |
|  |                                |                                |                                |        |      | República Dominicana      | República Dominicana      | 3                         |  |
|  |                                |                                |                                |        |      | República Dominicana      | República Dominicana      | 3                         |  |
|  |                                |                                |                                |        |      |                           |                           |                           |  |

##### Semifinales 7.º al 10.º puesto
| Fecha       | Hora  | Equipo 1             | Res.  | Equipo 2  | Set 1 | Set 2 | Set 3 | Set 4 | Set 5 | Total   | Reporte |
| ----------- | ----- | -------------------- | ----- | --------- | ----- | ----- | ----- | ----- | ----- | ------- | ------- |
| 19 de junio | 13:00 | Perú                 | 3 – 0 | Guatemala | 25-22 | 25-22 | 25-21 |       |       | 75 – 65 | P2 P3   |
| 19 de junio | 16:00 | República Dominicana | 0 – 3 | Canadá    | 14-25 | 22-25 | 14-25 |       |       | 50 – 75 | P2 P3   |

##### Partido por el 9.º y 10.º puesto
| Fecha       | Hora  | Equipo 1  | Res.  | Equipo 2             | Set 1 | Set 2 | Set 3 | Set 4 | Set 5 | Total   | Reporte |
| ----------- | ----- | --------- | ----- | -------------------- | ----- | ----- | ----- | ----- | ----- | ------- | ------- |
| 20 de junio | 13:00 | Guatemala | 0 – 3 | República Dominicana | 20-25 | 25-27 | 19-25 |       |       | 64 – 77 | P2 P3   |

##### Partido por el 7.º y 8.º puesto
| Fecha       | Hora  | Equipo 1 | Res.  | Equipo 2 | Set 1 | Set 2 | Set 3 | Set 4 | Set 5 | Total     | Reporte |
| ----------- | ----- | -------- | ----- | -------- | ----- | ----- | ----- | ----- | ----- | --------- | ------- |
| 20 de junio | 16:00 | Perú     | 2 – 3 | Canadá   | 23-25 | 20-25 | 25-21 | 25-21 | 15-17 | 108 – 109 | P2 P3   |

#### Clasificación 1.º al 6.º puesto
|  |                          |                          |                          |  |  | Cuartos de final | Cuartos de final | Cuartos de final |  |  | Semifinales | Semifinales | Semifinales |  |  | Final                    | Final                    | Final                    |
|  |                          |                          |                          |  |  |                  |                  |                  |  |  |             |             |             |  |  |                          |                          |                          |
|  |                          |                          |                          |  |  |                  |                  |                  |  |  | 1A          | Cuba        | 3           |  |  |                          |                          |                          |
|  | Partido 5.º y 6.º puesto | Partido 5.º y 6.º puesto | Partido 5.º y 6.º puesto |  |  | 1C               | Chile            | 3                |  |  | 1C          | Chile       | 0           |  |  |                          |                          |                          |
|  |                          |                          |                          |  |  | 2B               | Puerto Rico      | 0                |  |  |             |             |             |  |  | 1A                       | Cuba                     | 3                        |
|  | 2B                       | Puerto Rico              | 0                        |  |  |                  |                  |                  |  |  |             |             |             |  |  | 2A                       | Argentina                | 2                        |
|  | 2C                       | Estados Unidos           | 3                        |  |  |                  |                  |                  |  |  | 1B          | México      | 1           |  |  |                          |                          |                          |
|  |                          |                          |                          |  |  | 2A               | Argentina        | 3                |  |  | 2A          | Argentina   | 3           |  |  | Partido 3.º y 4.º puesto | Partido 3.º y 4.º puesto | Partido 3.º y 4.º puesto |
|  |                          |                          |                          |  |  | 2C               | Estados Unidos   | 0                |  |  |             |             |             |  |  |                          |                          |                          |
|  |                          |                          |                          |  |  |                  |                  |                  |  |  |             |             |             |  |  | 1C                       | Chile                    | 0                        |
|  |                          |                          |                          |  |  |                  |                  |                  |  |  |             |             |             |  |  | 1B                       | México                   | 3                        |

##### Cuartos de final
| Fecha       | Hora  | Equipo 1  | Res.  | Equipo 2       | Set 1 | Set 2 | Set 3 | Set 4 | Set 5 | Total   | Reporte |
| ----------- | ----- | --------- | ----- | -------------- | ----- | ----- | ----- | ----- | ----- | ------- | ------- |
| 19 de junio | 18:00 | Argentina | 3 – 0 | Estados Unidos | 25-23 | 25-22 | 25-22 |       |       | 75 – 67 | P2 P3   |
| 19 de junio | 20:00 | Chile     | 3 – 0 | Puerto Rico    | 25-19 | 25-22 | 25-21 |       |       | 75 – 62 | P2 P3   |

##### Semifinales
| Fecha       |       | Equipo 1 | Res.  | Equipo 2  | Set 1 | Set 2 | Set 3 | Set 4 | Set 5 | Total    | Reporte |
| ----------- | ----- | -------- | ----- | --------- | ----- | ----- | ----- | ----- | ----- | -------- | ------- |
| 20 de junio | 18:00 | Cuba     | 3 – 0 | Chile     | 25-20 | 31-29 | 25-20 |       |       | 81 – 69  | P2 P3   |
| 20 de junio | 20:00 | México   | 1 – 3 | Argentina | 17-25 | 12-25 | 27-25 | 22-25 |       | 78 – 100 | P2 P3   |

##### Partido por el 5.º y 6.º puesto
| Fecha       | Hora  | Equipo 1       | Res.  | Equipo 2    | Set 1 | Set 2 | Set 3 | Set 4 | Set 5 | Total   | Reporte |
| ----------- | ----- | -------------- | ----- | ----------- | ----- | ----- | ----- | ----- | ----- | ------- | ------- |
| 21 de junio | 16:00 | Estados Unidos | 3 – 0 | Puerto Rico | 25-17 | 25-23 | 25-18 |       |       | 75 – 58 | P2 P3   |

##### Partido por el3.ery 4.º puesto
| Fecha       | Hora  | Equipo 1 | Res.  | Equipo 2 | Set 1 | Set 2 | Set 3 | Set 4 | Set 5 | Total   | Reporte |
| ----------- | ----- | -------- | ----- | -------- | ----- | ----- | ----- | ----- | ----- | ------- | ------- |
| 21 de junio | 18:00 | Chile    | 0 – 3 | México   | 17-25 | 20-25 | 24-26 |       |       | 61 – 76 | P2 P3   |

##### Final
| Fecha       | Hora  | Equipo 1 | Res.  | Equipo 2  | Set 1 | Set 2 | Set 3 | Set 4 | Set 5 | Total     | Reporte |
| ----------- | ----- | -------- | ----- | --------- | ----- | ----- | ----- | ----- | ----- | --------- | ------- |
| 21 de junio | 20:00 | Cuba     | 3 – 2 | Argentina | 19-25 | 25-21 | 25-20 | 21-25 | 15-9  | 105 – 100 | P2 P3   |

## Clasificación general
| Lugar             | Equipo               |
| ----------------- | -------------------- |
| Medalla de oro    | Cuba                 |
| Medalla de plata  | Argentina            |
| Medalla de bronce | México               |
| 4                 | Chile                |
| 5                 | Estados Unidos       |
| 6                 | Puerto Rico          |
| 7                 | Canadá               |
| 8                 | Perú                 |
| 9                 | República Dominicana |
| 10                | Guatemala            |
| 11                | Trinidad y Tobago    |
| 12                | Surinam              |

| Cuba Campeón 3.º título |
| Plantel |
| Marlon Yang, Miguel Ángel López, Osniel Melgarejo, José Masso, Javier Concepción, Yonder García, Liván Osoria (c), Lyvan Taboada, Jesús Herrera, Adrián Goide, Yohan León, Roamy Alonso |
| Entrenador |
| Nicolás Vives |

## Distinciones individuales
Al culminar la competición la organización del torneo entregó los siguientes premios individuales:
| - Jugador más valioso (MVP) Miguel Ángel López - Mayor anotador Eduardo Romay - Mejor armador Pedro Rangel - Mejores atacantes Álvaro Hidalgo (primero) Nicolás Bruno (segundo) - Mejores centrales Daniel Urueña (primero) Roamy Alonso (segundo) | - Mejor opuesto Eduardo Romay - Mejor líbero Arnel Cabrera - Mejor servicio Eduardo Romay - Mejor Defensa Kyle Dagostino - Mejor Recepción Jorge Barajas |